# Метеорна процесія

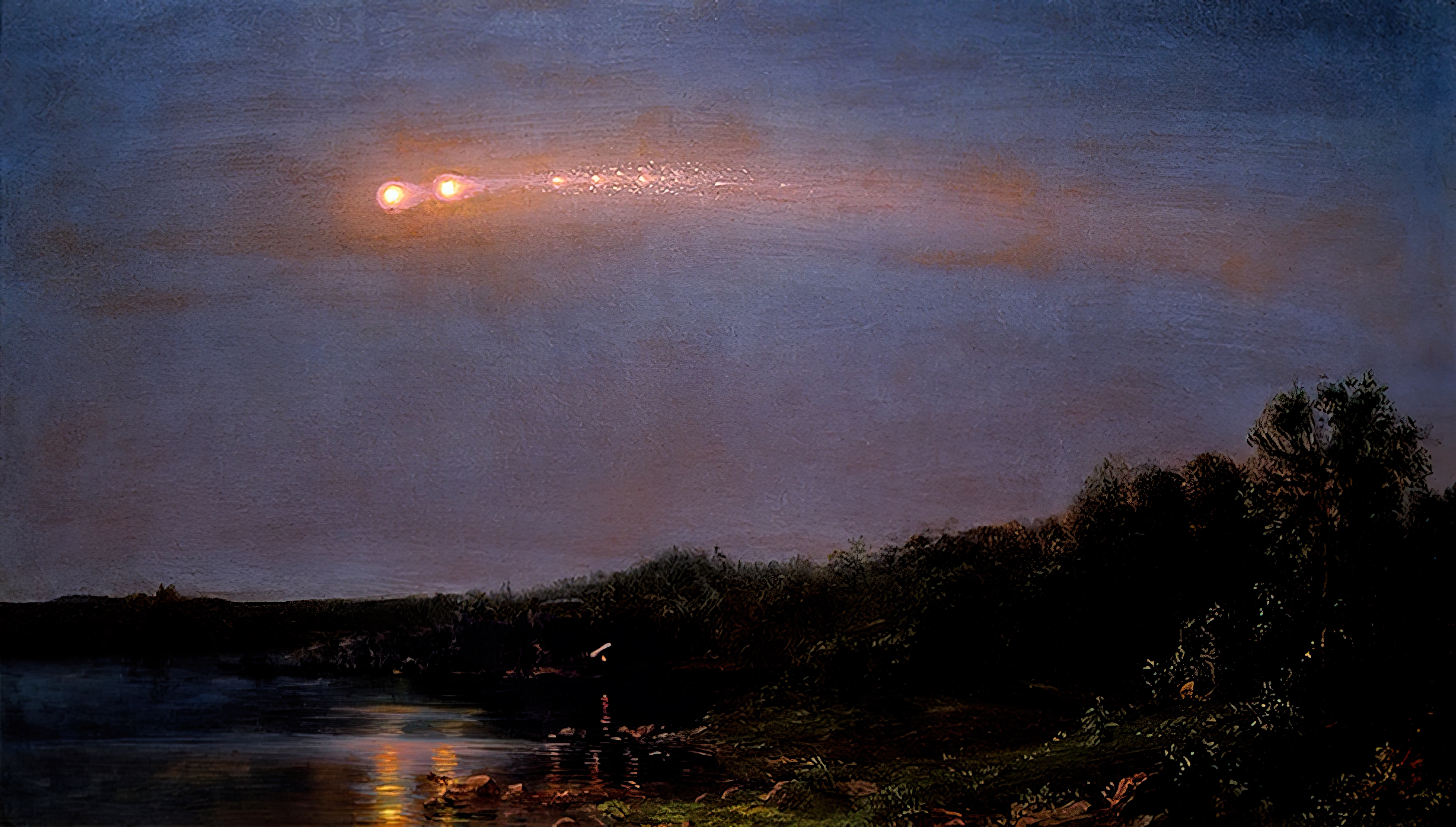
Картина маслом Фредеріка Черча «Великий метеор 1860 року».

Метеорна процесія відбувається, коли дотичний метеор розпадається на частини, а осколки подорожують по небу тим самим шляхом. За словами астронома Дональда Олсона, відомо лише чотири випадки:
- Великий метеор 1783 року[en] (18 серпня)[1]
- Великий метеор 1860 року (20 липня); на думку Олсона, це подія, про яку йдеться у вірші Волта Вітмена «Рік метеорів, 1859–60»[2][3]
- Великий метеор 1876 року (21 грудня); помічений над Канзасом, Міссурі, Іллінойсом, Індіаною, Огайо, Пенсільванією [4]
- Велика метеорна процесія 1913 року (9 лютого); ланцюг повільних великих метеорів, що рухаються з північного заходу на південний схід, спостерігаються над Північною Америкою, зокрема в Канаді, Північній Атлантиці та тропічній частині Південної Атлантики